# Piszczatyńce
Piszczatyńce – wieś na Ukrainie w rejonie czortkowskim należącym do obwodu tarnopolskiego.
W II Rzeczypospolitej wieś w powiecie borszczowskim województwa tarnopolskiego.
Pod koniec 1937 w Piszczatyńcach poświęcono nowy budynek szkoły. 
W latach 1944–1945 nacjonaliści ukraińscy z OUN-UPA zamordowali tutaj 10 Polaków.
We wsi urodził się Władysław Boberski (1846-1891) – botanik, lichenolog, nauczyciel szkół średnich, autor wielu prac.